# Zone transfer
En zone transfer används vanligen för att replikera DNS-data från en primär DNS-server till en sekundär. Det är en automatisk process för att administratören inte ska behöva göra samma uppdatering på flera DNS-servrar.
En zone transfer kan göras i form av en AXFR-fråga (full zone transfer), som överför hela zonen. AXFR specificeras tillsammans med DNS i RFC 1035.
Att överföra hela zonen i form av en AXFR-fråga är inte särskilt effektivt. IXFR (incremental zone transfer) utvecklades och överför bara den del som förändrats i zon-filen. IXFR specificeras i RFC 1995.
I zonens SOA-record specificeras ett serienummer och ett uppdateringsintervall (refresh). Den sekundära DNS-servern frågar den primära DNS-servern med jämna mellanrum (uppdateringsintervallet) efter serienumret. Har serienumret inkrementerats (är större tal än tidigare), begär den sekundära servern en zone transfer. Rekommendationen är att serienumret ska vara aktuellt datum för förändringen samt ett tvåställigt löpnummer, exempelvis 2004120702 (år 2004, december (12), den 7:e, löpnummer två). Ett löpnummer med värdet två (2) innebär att tre uppdateringar (00, 01 & 02) har gjorts under samma dag.